# Света лига (1684)
Света лига је био савез склопљен, 5. марта 1684. године, између Пољске, Млетачке републике и Светог римског царства, чији је циљ био ослобођење Европе од Османског царства.
Света лига је основана 1684. током Великог бечког рата. Руско царство се придружило савезу 1686. и почела је да напада Турке код обала Азовског мора. Лига је учествовала у борби против Турског царства у Великом турском рату који се завршио Карловачким миром 1699. Света лига је 1688. преузела Београд од турске власти.